# Lautaro Centurión
Lautaro Fermín Centurión (José Carlos Paz, 31 marzo 2000) è un calciatore argentino, difensore del Fénix.

## Carriera
Centurión è cresciuto nel settore giovanile dell'Argentinos Juniors, che ha lasciato nel 2023 per unirsi agli uruguaiani del Rampla Juniors. Ha debuttato in prima squadra il 19 marzo nell'incontro di Segunda División vinto per 1-0 contro l'Atenas ed il 16 aprile seguente ha segnato il suo primo gol nel pareggio per 2-2 contro il Progreso.

## Statistiche

### Presenze e reti nei club
Statistiche aggiornate al 20 maggio 2024.
| Stagione        | Squadra         | Campionato      | Campionato | Campionato | Coppe nazionali | Coppe nazionali | Coppe nazionali | Coppe continentali | Coppe continentali | Coppe continentali | Altre coppe | Altre coppe | Altre coppe | Totale | Totale | Totale |
| Stagione        | Squadra         | Comp            | Pres       | Reti       | Comp            | Pres            | Reti            | Comp               | Pres               | Reti               | Comp        | Pres        | Reti        | Pres   | Reti   |        |
| --------------- | --------------- | --------------- | ---------- | ---------- | --------------- | --------------- | --------------- | ------------------ | ------------------ | ------------------ | ----------- | ----------- | ----------- | ------ | ------ | ------ |
| 2023            | Rampla Juniors  | SD              | 24         | 1          | CU              | 0               | 0               |                    | -                  | -                  |             | -           | -           | 24     | 1      |        |
| 2024            | Rampla Juniors  | PD              | 7          | 0          | CU              | 0               | 0               |                    | -                  | -                  |             | -           | -           | 7      | 0      |        |
| Totale carriera | Totale carriera | Totale carriera | 31         | 1          |                 | 0               | 0               |                    | -                  | -                  |             | -           | -           | 31     | 1      |        |